# Хутиапа (департамент)
Хутиапа (на испански: Jutiapa) е един от 22-та департамента на Гватемала. Столицата на департамента е едноименния град Хутиапа. Населението на депертамента е 482 200 жители (по изчисления от юни 2016 г.).

## Общини
Хутиапа е разделен на 17 общини някои от които са:
1. Атескатемпа
2. Комапа
3. Конгуако
4. Ел Аделанто
5. Ел Прогресо
6. Пасако
7. Херес